# MSV(L)
La MSV(L) (Maneuver Support Vessel (Light)) es una lancha de desembarco actualmente en desarrollo para el Ejército de los Estados Unidos. Se planea sustituir a la lancha LCM-8 en servicio desde la Guerra de Vietnam.

## Desarrollo
La lancha LCM-8 no puede transportar los vehículos de combate modernos requiriéndose su reemplazo. En 2017 el Ejército de los Estados Unidos contrató a Vigor Shipyards para la construcción de treinta y seis lanchas de nuevo diseño. Fue colocada la quilla de la primera lancha en 2019; y la misma fue botada en 2022 en el astillero de Vigor en Vancouver, Washington.
La lancha MSV(L) tiene 35,6 m de eslora y 82 t de capacidad de carga; su propulsión consiste de tres motores de 2600 hp cada uno.